# Rio Gâmbia
O rio Gâmbia é um dos principais rios da África, percorrendo 1 130 km desde o planalto de Futa Jalom no centro da Guiné, África Ocidental, seguindo na direção oeste até atingir o Oceano Atlântico perto da cidade de Banjul. Cerca da metade de seu comprimento é navegável.
O rio é em grande parte conhecido devido o seu nome ser o mesmo da Gâmbia, país cujo território consiste de um pouco mais da metade inferior do curso do rio e de suas duas margens.
A partir de Futa Jalom, o rio corre na direção noroeste pela província Tambacounda no Senegal, onde ele corta o Parc National du Niokolo Koba e recebe seus afluentes, o rio Nieri Ko e o rio Koulountou antes de entrar na Gâmbia por Fatoto. A partir deste ponto o rio corre, quase que exclusivamente, no sentido oeste, mas num curso cheio de meandros com a formação de um grande número lagos e lagoas, e a cerca de 100 km de sua foz ele gradualmente se alarga, chegando a atingir mais de 10 km de largura na região de encontro com o mar (13° 28′ N, 16° 34′ O).
Próximo de sua foz, perto de Jufureh, fica a Ilha James, que serviu como base para o comércio de escravos, desde o século XV até à independência da Gâmbia, e que é agora um elemento classificado como Patrimônio Mundial da UNESCO.

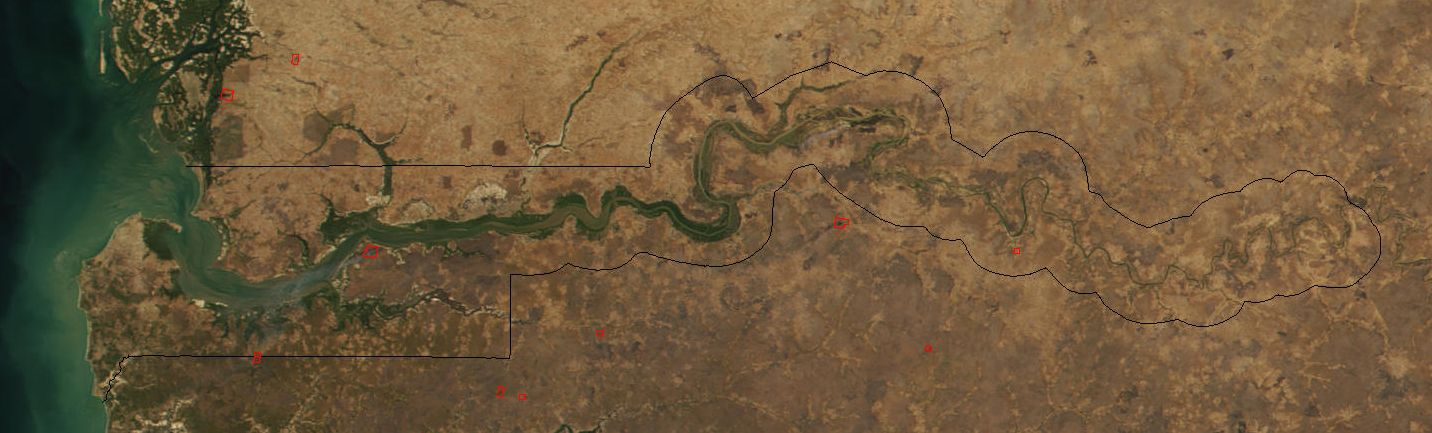
A porção ocidental do rio Gâmbia, vista do espaço. A linha mostra a fronteira da Gâmbia e Senegal.